# Jesse W. Reno
Jesse W. Reno, född 1861, död 1947, var en amerikansk ingenjör, mest känd för att ha skapat rulltrappan, som  introducerades för allmänheten i september 1896